# Saint-Domet
Saint-Domet est une commune française située dans le département de la Creuse, en région Nouvelle-Aquitaine.

## Géographie

### Généralités

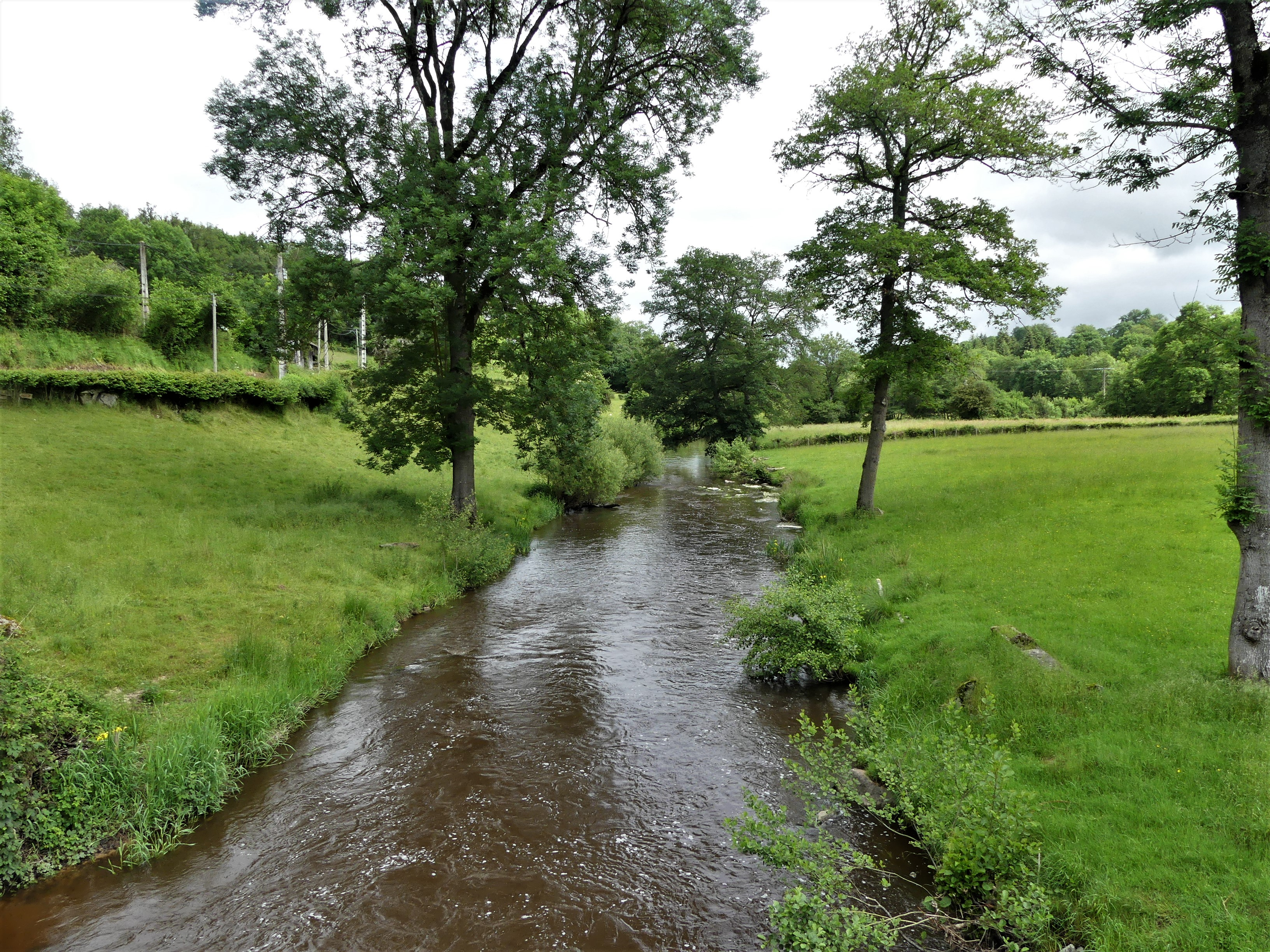
La Tardes au lieu-dit la Gravelle.

Dans la moitié est du département de la Creuse, la commune de Saint-Domet s'étend sur 15,33 km2. Elle est arrosée par la Tardes qui borde la commune à l'est sur près de cinq kilomètres, en deux tronçons, et par son affluent le Bellegy au sud-est sur trois kilomètres dont deux servent de limite naturelle face à Champagnat.
Le territoire communal est vallonné et comporte quelques petits étangs. L'altitude minimale 422 mètres se trouve localisée à l'extrême nord, au nord-est du lieu-dit Sermensanne, là où la Tardes quitte la commune et sert de limite entre celles de Peyrat-la-Nonière et La Serre-Bussière-Vieille. L'altitude maximale avec 544 mètres est située à l'ouest, près du lieu-dit chez le Maud.
À l'intersection des routes départementales (RD) 24 et 40, le bourg de Saint-Domet est situé, en distances orthodromiques, quatorze kilomètres au nord-est d'Aubusson.
Le territoire communal est également desservi à l'ouest par la RD 993.

### Communes limitrophes
Saint-Domet est limitrophe de trois autres communes. Au nord, son territoire est distant d'environ 500 mètres de celui de Saint-Priest, et au sud-est de 650 mètres de celui de Mainsat.
| Peyrat-la-Nonière |             |                           |
|                   | Saint-Domet | La Serre-Bussière-Vieille |
|                   | Champagnat  |                           |

### Climat
Pour des articles plus généraux, voir Climat de la Nouvelle-Aquitaine et Climat de la Creuse.
Historiquement, la commune est exposée à un climat montagnard.  
En 2020, Météo-France publie une typologie des climats de la France métropolitaine dans laquelle la commune est exposée à un climat de montagne et est dans la région climatique  Ouest et nord-ouest du Massif Central, caractérisée par une pluviométrie annuelle de 900 à 1 500 mm, maximale en automne et en hiver.
Pour la période 1971-2000, la température annuelle moyenne est de 10 °C, avec  une amplitude thermique annuelle de 15,3 °C. Le cumul annuel moyen de précipitations est de 933 mm, avec 11,9 jours de précipitations en janvier et 7,8 jours en juillet. Pour la période 1991-2020, la température moyenne annuelle observée sur la station météorologique la plus proche, située sur la commune de Lupersat à 8 km à vol d'oiseau, est de 10,8 °C et le cumul annuel moyen de précipitations est de 934,9 mm,. Pour l'avenir, les paramètres climatiques de la commune estimés pour 2050 selon différents scénarios d’émission de gaz à effet de serre sont consultables sur un site dédié publié par Météo-France en novembre 2022.

## Urbanisme

### Typologie
Au 1er janvier 2024, Saint-Domet est catégorisée commune rurale à habitat très dispersé, selon la nouvelle grille communale de densité à 7 niveaux définie par l'Insee en 2022.
Elle est située hors unité urbaine. Par ailleurs la commune fait partie de l'aire d'attraction d'Aubusson, dont elle est une commune de la couronne,. Cette aire, qui regroupe 34 communes, est catégorisée dans les aires de moins de 50 000 habitants,.

### Occupation des sols
L'occupation des sols de la commune, telle qu'elle ressort de la base de données européenne d’occupation biophysique des sols Corine Land Cover (CLC), est marquée par l'importance des territoires agricoles (91,2 % en 2018), une proportion identique à celle de 1990 (91,2 %). La répartition détaillée en 2018 est la suivante : 
prairies (68,6 %), zones agricoles hétérogènes (22,6 %), forêts (8,8 %). L'évolution de l’occupation des sols de la commune et de ses infrastructures peut être observée sur les différentes représentations cartographiques du territoire : la carte de Cassini (XVIIIe siècle), la carte d'état-major (1820-1866) et les cartes ou photos aériennes de l'IGN pour la période actuelle (1950 à aujourd'hui).

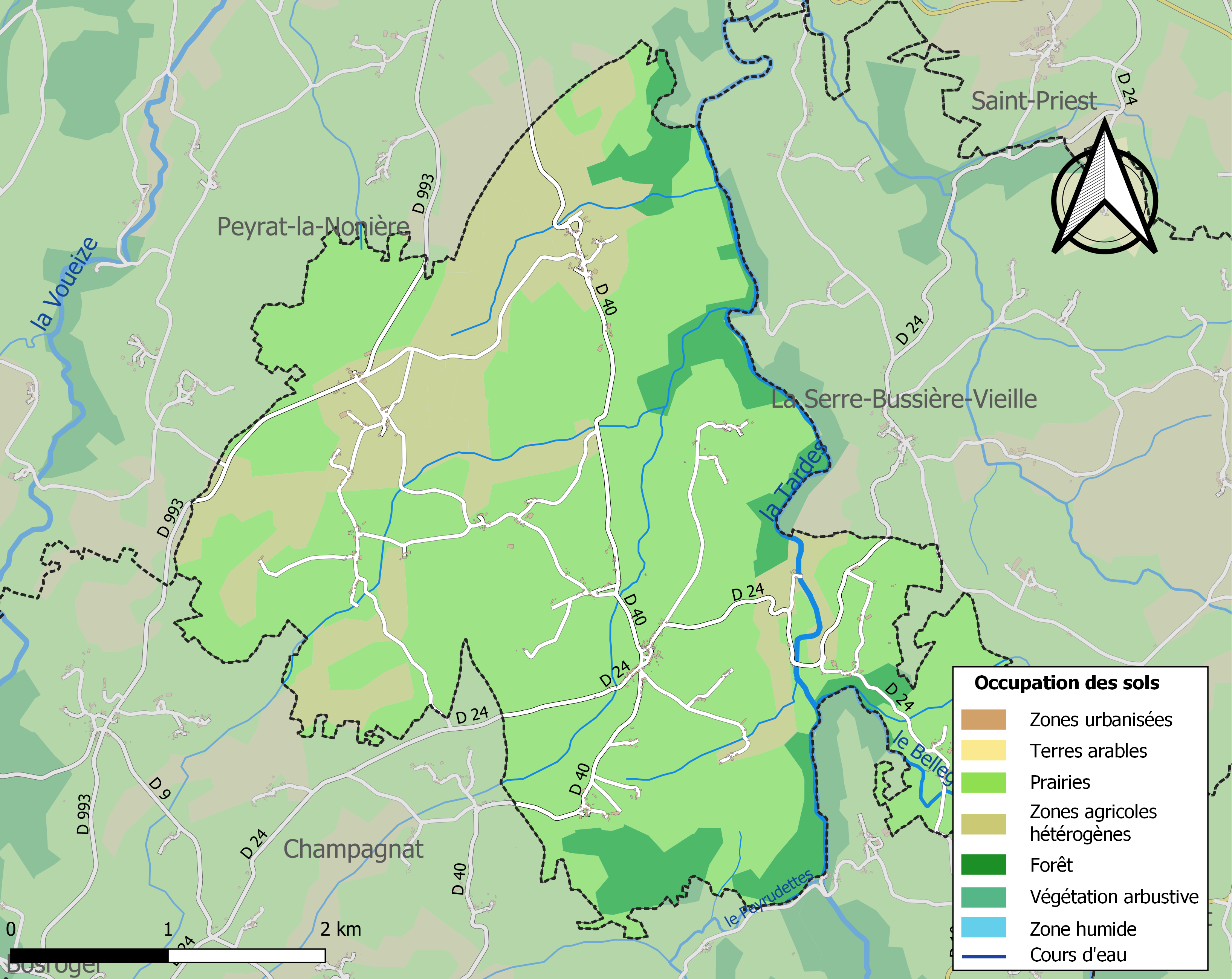
Carte des infrastructures et de l'occupation des sols de la commune en 2018 (CLC).

#### Transport routier
- Réseau TransCreuse

### Risques majeurs
Le territoire de la commune de Saint-Domet est vulnérable à différents aléas naturels : météorologiques (tempête, orage, neige, grand froid, canicule ou sécheresse) et séisme (sismicité faible). Il est également exposé à un risque particulier : le risque de radon. Un site publié par le BRGM permet d'évaluer simplement et rapidement les risques d'un bien localisé soit par son adresse soit par le numéro de sa parcelle.

#### Risques naturels

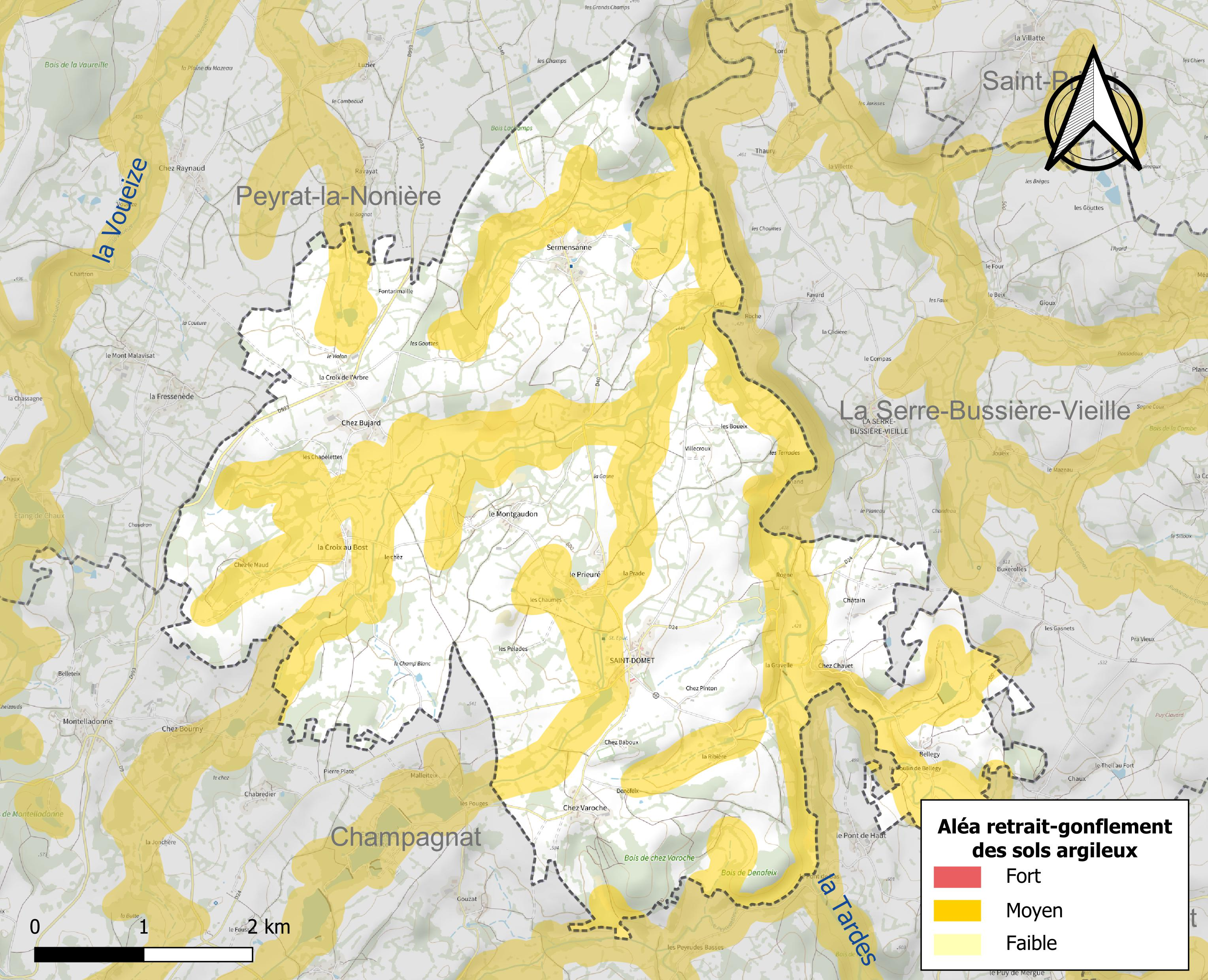
Carte des zones d'aléa retrait-gonflement des sols argileux de Saint-Domet.

Le retrait-gonflement des sols argileux est susceptible d'engendrer des dommages importants aux bâtiments en cas d’alternance de périodes de sécheresse et de pluie. 40,1 % de la superficie communale est en aléa moyen ou fort (33,6 % au niveau départemental et 48,5 % au niveau national). Sur les 167 bâtiments dénombrés sur la commune en 2019, 55 sont en aléa moyen ou fort, soit 33 %, à comparer aux 25 % au niveau départemental et 54 % au niveau national. Une cartographie de l'exposition du territoire national au retrait gonflement des sols argileux est disponible sur le site du BRGM,.
Par ailleurs, afin de mieux appréhender le risque d’affaissement de terrain, l'inventaire national des cavités souterraines permet de localiser celles situées sur la commune.
La commune a été reconnue en état de catastrophe naturelle au titre des dommages causés par les inondations et coulées de boue survenues en 1982 et 1999. Concernant les mouvements de terrains, la commune a été reconnue en état de catastrophe naturelle au titre des dommages causés par des mouvements de terrain en 1999.

#### Risque particulier
Dans plusieurs parties du territoire national, le radon, accumulé dans certains logements ou autres locaux, peut constituer une source significative d’exposition de la population aux rayonnements ionisants. Certaines communes du département sont concernées par le risque radon à un niveau plus ou moins élevé. Selon la classification de 2018, la commune de Saint-Domet est classée en zone 3, à savoir zone à potentiel radon significatif.

## Histoire
- Dans les premières années de la Révolution, la commune de Bellegy fusionne avec Saint-Domet et en 1842, La Croix-au-Bost en fait autant[18].
- En septembre 1899, le maire du  village de Saint-Domet fait confectionner un mannequin au nez crochu supposé représenter le Capitaine Alfred Dreyfus : hissé sur une charrette qui traverse le bourg, il est escorté par la population, fusillé et enfin brûlé dans la joie générale. D'après "L'Echo de la Creuse" "de dix kilomètres on pouvait voir, en illusion, hélas ! les derniers vestiges d'une race maudite s'élever vers le ciel qui lui est interdit comme le Pater aux ânes".

(source : L'Affaire Dreyfus dans la Creuse, 1898-1899, Mémoires de la Société des sciences naturelles et archéologiques de la Creuse, 1988, 2è fascicule, XLIII.)

### Les Hospitaliers
La Croix-au-Bost était une commanderie des Hospitaliers de l'ordre de Saint-Jean de Jérusalem au sein du grand prieuré d'Auvergne, l'une des deux plus anciennes du diocèse de Limoges avec une existence avérée avant la fin du XIIe siècle (1180).

## Politique et administration
| Période                                  | Période  | Identité         | Étiquette | Qualité |
| ---------------------------------------- | -------- | ---------------- | --------- | ------- |
| Les données manquantes sont à compléter. |          |                  |           |         |
|                                          |          |                  |           |         |
| mars 2001                                | 2014     | Michel Timbert   | DVD       |         |
| 2014                                     | En cours | Catherine Pinlon | SE        | Cadre   |

## Démographie
L'évolution du nombre d'habitants est connue à travers les recensements de la population effectués dans la commune depuis 1793. Pour les communes de moins de 10 000 habitants, une enquête de recensement portant sur toute la population est réalisée tous les cinq ans, les populations de référence des années intermédiaires étant quant à elles estimées par interpolation ou extrapolation. Pour la commune, le premier recensement exhaustif entrant dans le cadre du nouveau dispositif a été réalisé en 2005.

En 2022, la commune comptait 162 habitants, en évolution de −8,47 % par rapport à 2016 (Creuse : −3,32 %, France hors Mayotte : +2,11 %).
| 1793 | 1800 | 1806 | 1821 | 1831 | 1836 | 1841  | 1846  | 1851 |
| ---- | ---- | ---- | ---- | ---- | ---- | ----- | ----- | ---- |
| 620  | 412  | 565  | 648  | 730  | 763  | 1 012 | 1 062 | 980  |

| 1856  | 1861 | 1866 | 1872 | 1876 | 1881 | 1886 | 1891 | 1896 |
| ----- | ---- | ---- | ---- | ---- | ---- | ---- | ---- | ---- |
| 1 025 | 900  | 820  | 890  | 921  | 904  | 846  | 832  | 785  |

| 1901 | 1906 | 1911 | 1921 | 1926 | 1931 | 1936 | 1946 | 1954 |
| ---- | ---- | ---- | ---- | ---- | ---- | ---- | ---- | ---- |
| 691  | 643  | 611  | 533  | 502  | 465  | 449  | 421  | 350  |

| 1962 | 1968 | 1975 | 1982 | 1990 | 1999 | 2005 | 2006 | 2010 |
| ---- | ---- | ---- | ---- | ---- | ---- | ---- | ---- | ---- |
| 321  | 317  | 265  | 238  | 205  | 176  | 170  | 172  | 166  |

| 2015 | 2020 | 2022 | - | - | - | - | - | - |
| ---- | ---- | ---- | - | - | - | - | - | - |
| 176  | 163  | 162  | - | - | - | - | - | - |

## Culture locale et patrimoine

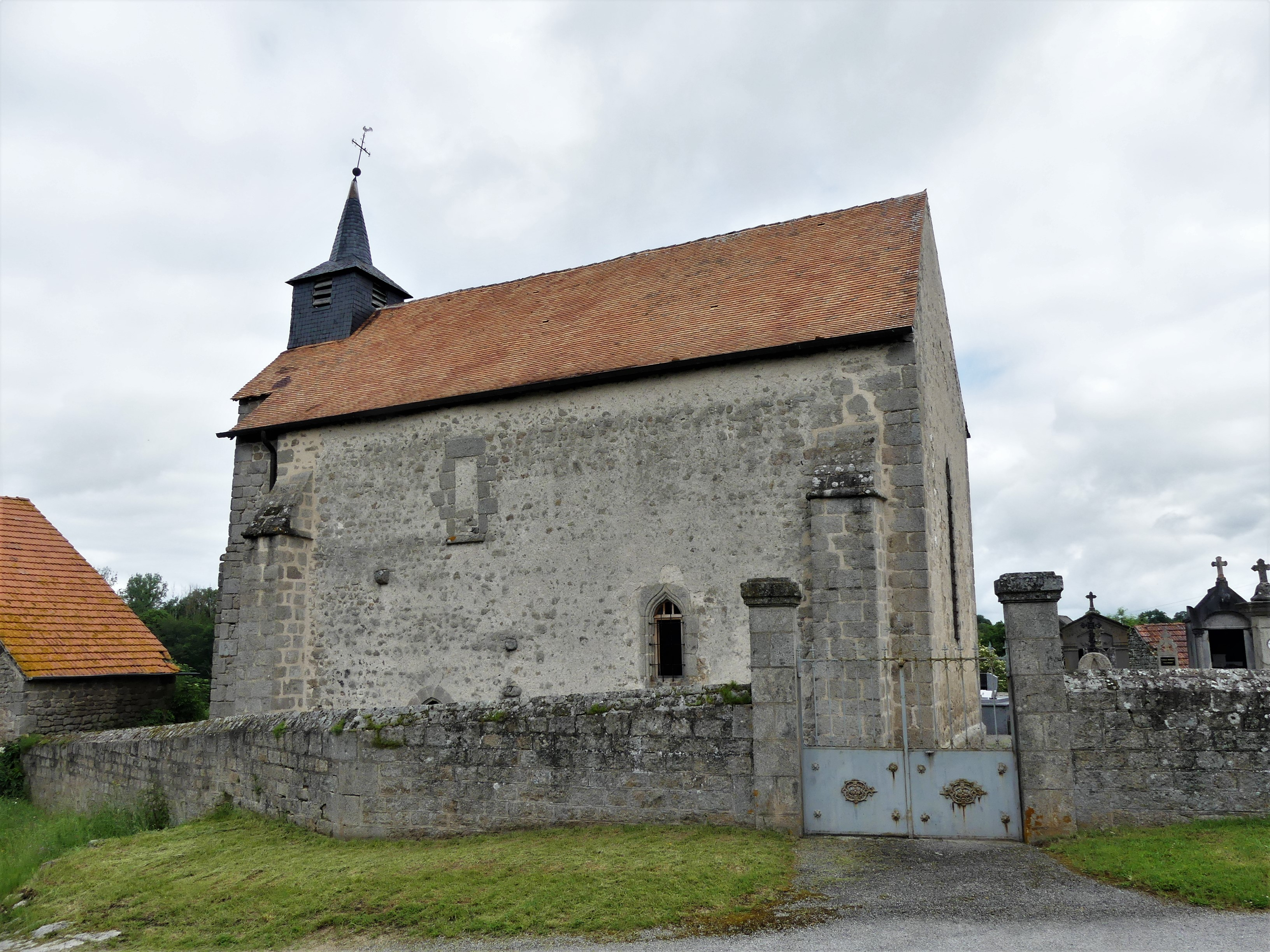
La chapelle Saint-Jean-Baptiste de la Croix-au-Bost.

### Lieux et monuments
- Église Saint-Domet, dans le bourg.
- La chapelle Saint-Jean-Baptiste de la Croix-au-Bost est issue de l'ancienne commanderie de l'ordre de Saint-Jean de Jérusalem. Les peintures murales qui l'ornent sont datées du XIIIe siècle. Ce lieu est classé au titre des monuments historiques depuis 1989[23].

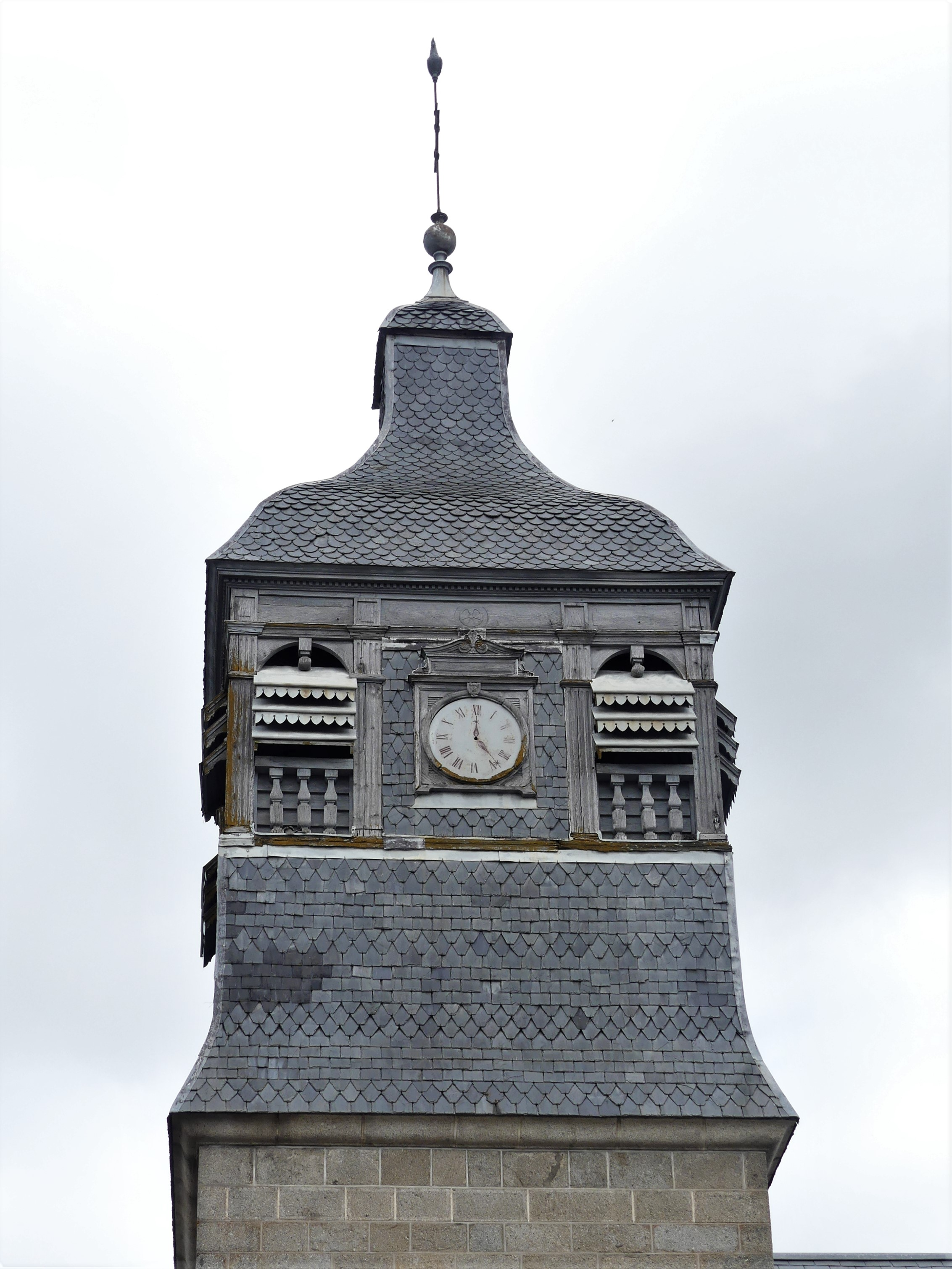
Le clocher de l'église Saint-Domet.
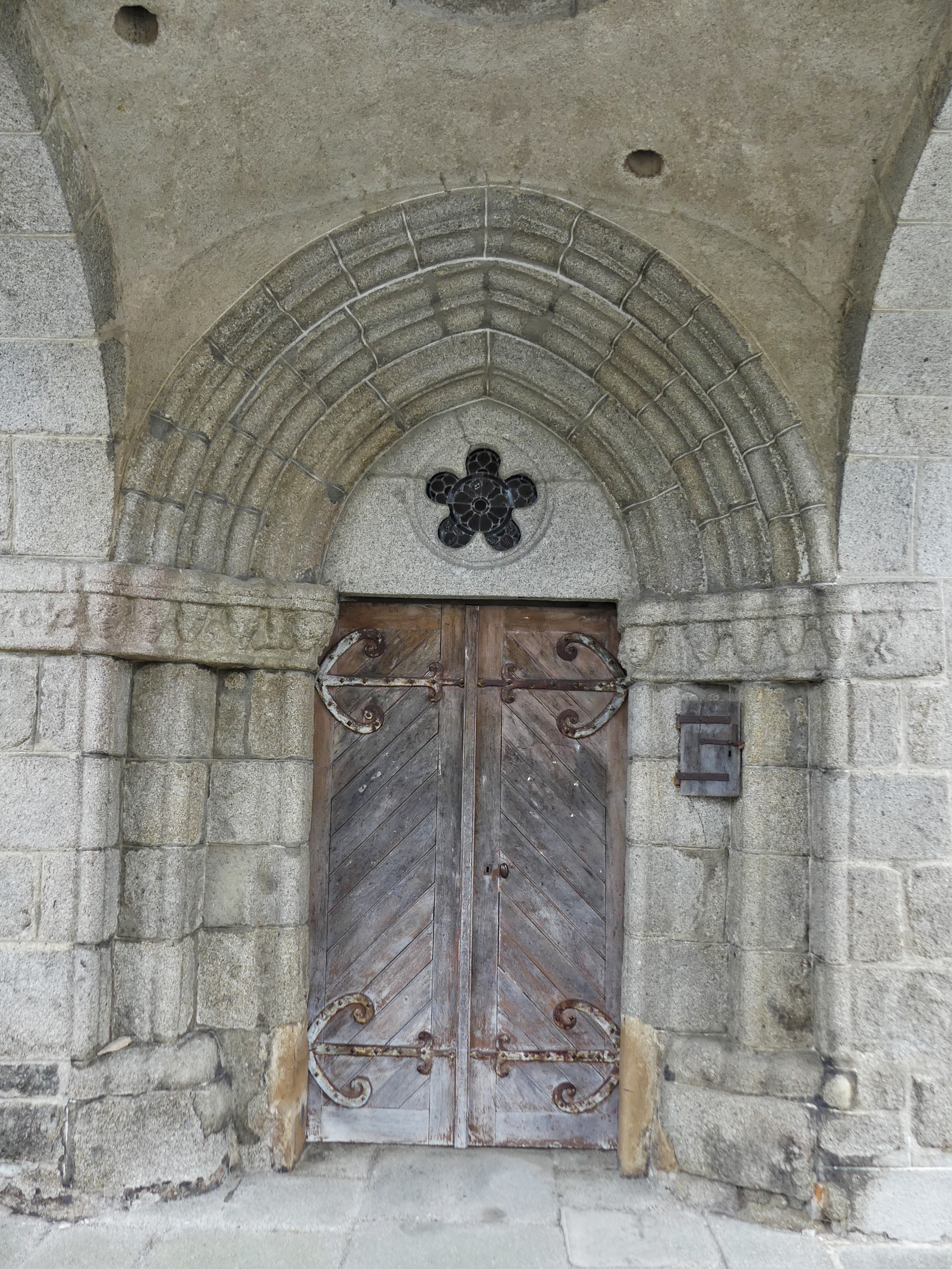
Son portail.

### Personnalités liées à la commune
- Germain Sauvanet (1849-1916), architecte départemental, est né à Saint-Domet.

### Héraldique
Pour un article plus général, voir Armorial des communes de la Creuse.
| Blason de Saint-Domet | Blason  | D'or à trois coquilles d'azur.                   |
| Blason de Saint-Domet | Détails | Le statut officiel du blason reste à déterminer. |